# Traçat urbà

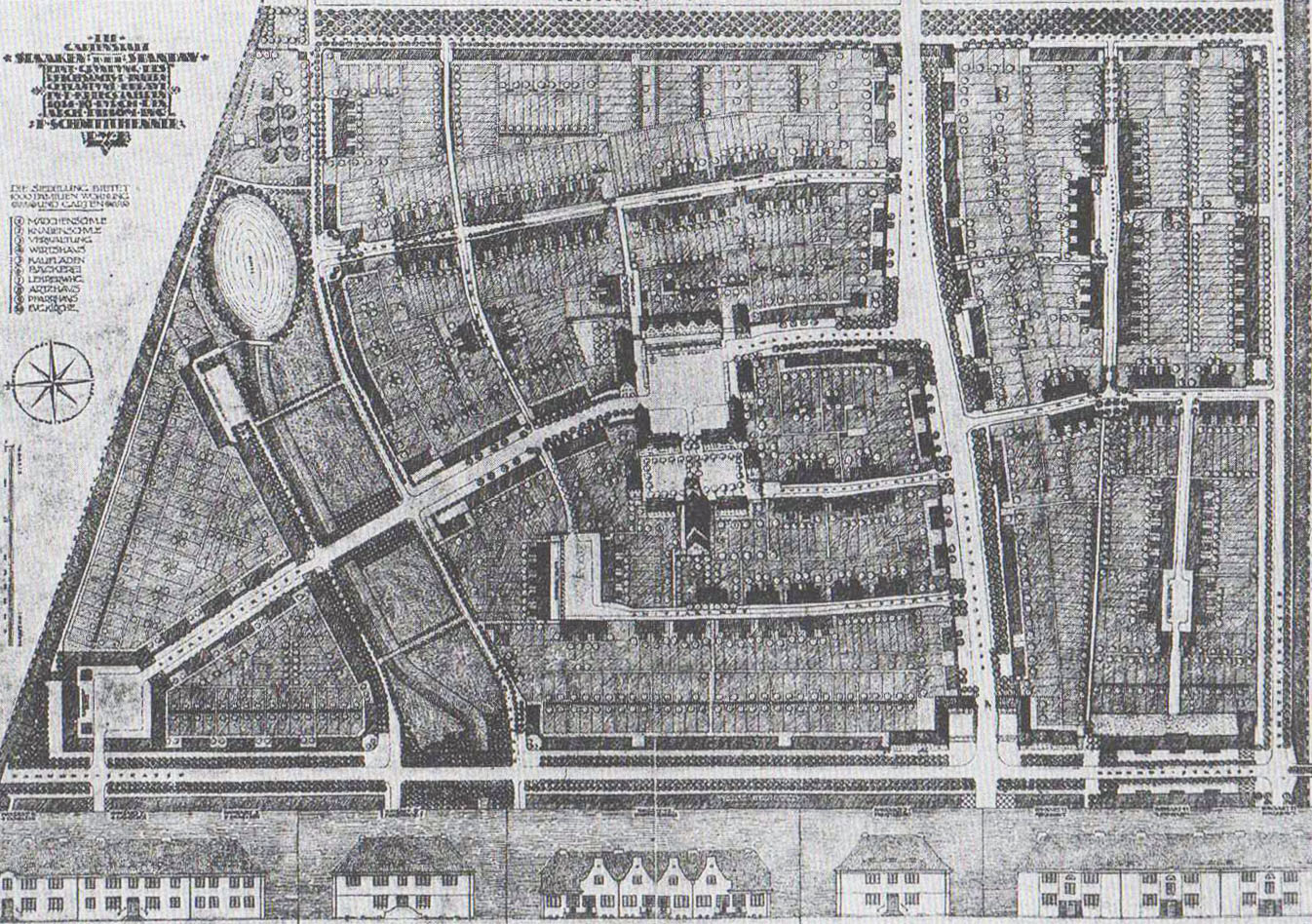
Traçat urbà de Gartenstadt Staaken (Berlin)

El  traçat urbà o  planejament urbà és la disposició de l'ús del sòl en les zones urbanes. Sociòlegs, enginyers, i geògrafs n'han desenvolupat diversos models, tenint en compte la varietat de tipus de persones i empreses que tendeixen a existir dins l'entorn urbà. Fa servir un conjunt de conceptes bàsics que cal tenir presents per a dissenyar una ciutat i les seves subestructures. És molt important dissenyar el traçat tenint en compte totes les variables que influeixen en la configuració del paisatge urbà.
El  traçat urbà  té molta importància sobre un conjunt de conceptes relacionats amb la disposició de les zones urbanes espai públic. La manera com es dissenya l'espai públic urbà (i com queda disposat) afecta molts aspectes de com funcionen les ciutats i té implicacions en l'accessibilitat, la seguretat, el capital social, la creativitat cultural, la sostenibilitat del medi ambient i l'economia.

## Tipus de traçats bàsics
Hi ha quatre tipus bàsics de traçats urbans i són:
- Traçat ortogonal, equirrectangular o en quadrícula
- Traçat lineal.
- Traçat radioconcèntric.
- Traçat irregular.

En realitat, hi ha una varietat de tipus de  Traçats urbans gairebé infinita, alguns són producte d'influències del marc o mitjà natural, altres estan relacionats amb les característiques culturals de la població habitant (per exemple les medines dels països àrabs), altres venen derivats de la situació socioeconòmica o política, etc.